# 巴差·巴素迪
巴差·巴素迪（RTGS：Pracha Prasopdee(bachat)，1960年—）泰國北欖國會議員。現升為泰國內政部副部長，管理全泰國警察和縣長。
巴差有一女兒。另外，他的妹妹娜隆蒙·探丹龙 Naruemol Thandamrong 也在北欖當選國會議員。

## 授予奬章
- -  榮譽白象徽（第二類）徽章/第二等.白象勳章
- -  INSIGNIA第一級徽章/第一等.泰皇冠勳章
- - 榮譽白象徽章/第一等 白象勳章
- - INSIGNIA騎士大綬徽章/特等.泰皇冠勳章
- - 巨大白色大象徽章/特等.白象勳章